# Landivy
Landivy é uma comuna francesa na região administrativa da Pays de la Loire, no departamento de Mayenne. Estende-se por uma área de 28,54 km². Em 2010 a comuna tinha 1 173 habitantes (densidade: 41,1 hab./km²).